# بهادر، قسطمونی
بهادر (به ترکی استانبولی: Bahadır) یک منطقهٔ مسکونی در ترکیه است که در قسطمونی واقع شده‌است.